# Daniel Lung
Daniel Cristian Lung (* 2. März 1987 in Satu Mare) ist ein rumänischer ehemaliger Fußballspieler.

## Karriere
Lung begann im Alter von zehn Jahren mit dem Fußballspielen bei Olimpia Satu Mare. Dort durchlief er alle Jugendmannschaften, bevor er in der Saison 2005/06 zu seinen ersten Einsätzen in der ersten Mannschaft kam, die seinerzeit in der zweiten rumänischen Liga, der Divizia B, spielte. Nachdem der Klub am Saisonende absteigen musste, wechselte er zu Sportul Studențesc in die Hauptstadt, das gerade zwangsabgestiegen war. Kam er in seinem ersten Jahr lediglich auf sechs Einsätze, konnte er sich in der Spielzeit 2007/08 einen Stammplatz erkämpfen. Nach drei Jahren im Mittelfeld der Liga stieg er mit seiner Mannschaft am Ende der Saison 2009/10 als Zweitplatzierter hinter dem FC Victoria Brănești auf.
Die Zeit im Oberhaus verlief sportlich für Lung nicht erfolgreich. Zwar wurde er in der überwiegenden Anzahl der Spiele aufgeboten, belegte im ersten Jahr aber nur den letzten Tabellenplatz. Aufgrund der Lizenzverweigerung für vier Klubs bedeutete dies dennoch den Klassenverbleib. Auch in der Saison 2011/12 fand er sich mit seiner Mannschaft meist am Tabellenende wieder und musste absteigen. In der Liga II blieb er Sportul erhalten. Im Jahr 2013 schloss er sich dem Lokalrivalen Rapid Bukarest an. Mit Rapid stieg er am Ende der Spielzeit 2013/14 ins Oberhaus auf. Anfang 2015 wechselte er zu Ligakonkurrent CS Concordia Chiajna. In Chiajna kam er nur dreimal zum Einsatz und verließ den Klub Anfang 2016 zu Zweitligist FC Academica Clinceni. In der Saison 2016/17 spielte er für Ligakonkurrent ACS Foresta Suceava, mit dem er den Klassenerhalt sichern konnte. Im Sommer 2017 heuerte er bei Liga-1-Absteiger Pandurii Târgu Jiu an. Dort war er erneut Stammspieler, verließ den Verein aber Anfang 2018 zu CS Șirineasa in die Liga III.

## Erfolge
- Aufstieg in die Liga 1: 2010, 2014